# Бхатт, Махеш
Махеш Бхатт (хинди महेश भट्ट, гудж. મહેશ ભટ્ટ; род. 20 сентября 1949 года, Бомбей) — индийский режиссёр, продюсер и сценарист. Лауреат ряда призов за лучший сценарий.

## Биография
Родился 20 сентября 1948 года в Бомбее в семье Нанабхая Бхатта и актрисы Ширин Мохаммад Али, сестры Пурнимы Дас Верма. Его брат Мукеш Бхатт — продюсер. Отец Бхатта — гуджаратец. Отец Ширин — тамильский брамин Рам Шешадри Аянгар, а мать — мусульманка из Лакхнау. Бхатт вырос в индуистской семье, однако заявляет, что он атеист.
Махеш учился в католической школе для мальчиков Don Bosco High School. Во время летних каникул работал. Он также делал рекламы. Знакомые представили его режиссёру Раджу Кхосле, и Бхатт начал работать его ассистентом.
Он женился на Киран (Лорен Брайт), с которой познакомился ещё будучи студентом. По мотивам их любовной истории был снят фильм «Жизнь во имя любви». У Бхатта и Киран двое детей (Пуджа и Рахул), но их браку пришлось столкнуться с неприятностями в ранней карьере режиссёра.
Позже Бхатт влюбился в актрису Сони Раздан и женился на ней. Ему пришлось перейти в ислам, чтобы жениться второй раз, не разводясь с первой женой, которую он не хотел оставлять одну.

## Карьера
Режиссёрский дебют Бхатта состоялся в возрасте 26 лет с фильмом Manzilein Aur Bhi Hain (1974), на показ которого в течение 14 месяцев был наложен запрет за высмеивание «священных уз брака». В 1980 году его фильм «Два цвета крови» с Шабаной Азми и Винодом Кханной в главных ролях заработал две премии Filmfare: Хелен получила свою первую статуэтку как «Лучшая актриса второго плана», а Мадхукар Шинде в качестве Лучшего арт-директора. Фильм собрал среднюю кассу.
Первым хитом в карьере Бхатта стал фильм «Осознание» (1982), снятый по мотивам его романа с актрисой Парвин Баби и вошедший в программу 14-го Московского международного кинофестиваля.
Позже, он снял ещё несколько фильмов, заимствуя идеи из своей личной жизни. Это были такие картины, высоко оцененные критиками, как «Рождение» (1985) и «Имя» (1986).
Среди его лучших ранних работ фильм «Суть» (1984) о пожилой паре из Махараштры, проживающей в Бомбее, у которых в Нью-Йорке при ограблении погибает единственный сын, и драма «Если бы…» (1987), основанная на реальной семейной истории с трагическим концом.
В 1987 году вместе со своим братом Мукешом организовал кинокомпанию Vishesh Films и стал продюсером. В следующее десятилетие Махеш продолжал оставаться одним из самых признанных режиссёров, снимая такие серьёзные фильмы, как «Папочка» (1989, дебютный фильм его дочери Пуджи), и Swayam (1991), а также коммерчески успешные романтические хиты, такие как «Скитание» (1990), «Жизнь во имя любви» (1990) и «Сердцу не прикажешь» (1991), в котором снялись Пуджа Бхатт и Аамир Хан. В 1991 году Бхатт снял самый успешный фильм Vishesh Films «Преследование». Картина «Между двух огней» (1993) получила признание критиков. Главные роли исполнили Пуджа Бхатт и Насируддин Шах, которые впоследствии снялись в таких хитах как «Сбившиеся с пути» (1993) и «Криминал» (1995). В 1994 году Бхатт выиграл специальный приз Национальной кинопремии Индии за фильм «Навстречу любви».

## Фильмография (в качестве режиссёра)
- 1974 — Manzilein Aur Bhi Hain
- 1977 — Vishwasghaat
- 1978 — Naya Daur
- 1979 — Два цвета крови / Lahu Ke Do Rang
- 1980 — Abhimanyu
- 1982 — Осознание / Arth
- 1984 — Суть / Saaransh
- 1985 — Рождение / Janam
- 1986 — Aashiana
- 1986 — Имя / Naam
- 1987 — Aaj
- 1987 — Если бы… / Kaash
- 1988 — Цель / Thikaana
- 1988 — Siyaasat
- 1988 — Захват / Kabzaa
- 1989 — Папочка / Daddy
- 1990 — Скитание / Awaargi
- 1990 — Jurm
- 1990 — Жизнь во имя любви / Aashiqui
- 1991 — Swayam
- 1991 — Друзья / Saathi
- 1991 — Сердцу не прикажешь / Dil Hai Ke Manta Nahin
- 1991 — Преследование / Sadak
- 1992 — Седьмое небо / Saatwan Aasmaan
- 1992 — Одержимость / Junoon
- 1992 — Maarg
- 1993 — Я снова вспоминаю о тебе / Phir Teri Kahani Yaad Aayee
- 1993 — Gunaah
- 1993 — Между двух огней / Sir
- 1993 — Навстречу любви / Hum Hain Rahi Pyar Ke
- 1993 — Сбившиеся с пути / Gumrah
- 1993 — Отверженный / Tadipaar
- 1994 — Джентльмен / The Gentleman
- 1994 — Защитник обездоленных / Naaraaz
- 1995 — Воссоединение / Milan
- 1995 — Незаконнорожденный / Naajayaz
- 1995 — Мир криминала / Criminal
- 1996 — Что скажет папа? / Papa Kehte Hai
- 1996 — Страстная любовь / Chaahat
- 1996 — Безумная любовь / Dastak
- 1997 — Таманна / Tamanna
- 1998 — Двойник / Duplicate
- 1998 — Angaaray
- 1999 — Боль Души / Zakhm
- 1999 — Это Мумбаи, дорогой! / Yeh Hai Mumbai Meri Jaan
- 1999 — Пуля / Kartoos